# Sijung
Sijung là một kun, hay huyện, tại tỉnh Chagang, Bắc Triều Tiên. Đơn vị này giáp Kanggye và Changgang về phía đông, Manpo về phía bắc và tây, và Wiwon về phía nam. Trước đây thuộc Kanggye, Sijung đã trở thành một huyện riêng năm 1952 trong cuộc tổng tổ chức lại chính quyền địa phương.
Địa hình núi non ở phía đông, nơi dãy núi Kangnam vươn lên nhưng dốc xuống về phía tây. Đỉnh cao nhất là Sirubong ở phía nam, 1355 m trên mực nước biển. Sông Changja chảy qua phía bắc huyện, tạo ra một số thác ghềnh và nhập vào sông Áp Lục. Một số khu vực được ngăn đập để tạo hồ chứa nước.
Sijung có cả đường bộ lẫn đường sắt, với tuyến đường ray tuyến Manpo dừng ở huyện. Kinh tế địa phương chủ yếu là nông nghiệp và khai thác khoáng sản.